# Ingolstadt Dukes
Die Ingolstadt Dukes sind ein American-Football-Team aus der bayerischen Stadt Ingolstadt und Teil des TV 1861 Ingolstadt. Sie spielten von 2017 bis 2019 und von 2023 bis 2024 in der German Football League Süd und seit 2024 nach freiwilligem Rückzug in der Landesliga Bayern.

## Geschichte

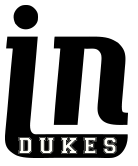
Altes Logo der Dukes

Das Team wurde am 8. Oktober 2007 gegründet.
In der ersten Saison 2008 spielten die Dukes in der Aufbauliga Bayern. Direkt im ersten Jahr gelang der Aufstieg in Landesliga. Auch hier dominierten die Ingolstädter die Liga und spielten eine Perfect Season (also eine Saison ohne eigene Niederlage), was 2009 zum Durchmarsch in die Verbandsliga führte. Dort erreichten sie auf Anhieb die Play-offs und setzten sich im Halbfinale gegen die Bamberg Bears durch. Auch das Finale gegen die Franken Timberwolves konnten sie für sich entscheiden und so gelang 2010 der dritte Aufstieg in Folge (man spielte nun in der Bayernliga). Ende 2011 wechselte die American-Football-Abteilung der MBB-SG Manching zum TV 1861 Ingolstadt. Im selben Jahr gelang auch abermals der nächste Aufstieg, weshalb das Team ab 2012 in der Regionalliga Süd spielte. Nach drei Jahren in dieser Liga gelang 2014 der Aufstieg in die German Football League 2.
Während ihrer ersten Zweitligasaison erreichte die Mannschaft als Aufsteiger nach einem die Saison über andauernden Zweikampf mit der Mannschaft von Frankfurt Universe den zweiten Platz in der German Football League 2 Süd. Im Jahr 2016 wurden die Dukes mit einer 13:0-Saison (das auf Grund eines Unwetters abgebrochene Saisonspiel zwischen den Ingolstadt Dukes und den Kirchdorf Wildcats in Kirchdorf am Inn wurde nicht noch ein mal angesetzt) ungeschlagen Meister der German Football League 2 Süd und qualifizierten sich für die Aufstiegsrelegation. Gegner in der Relegation waren die sieglosen Rhein-Neckar Bandits, die in der German Football League 2016 mit einer 0:14-Bilanz den letzten Tabellenplatz erreichten. Das Relegationshinspiel in Mannheim konnte Ingolstadt mit 41:6 für sich entscheiden. Im Relegationsrückspiel konnten die Dukes dann mit einem 60:0 den Aufstieg in die German Football League perfekt machen.
In ihrer ersten Saison in der höchsten Liga erreichten die Dukes den 4. Platz in der Liga und qualifizierten sich damit für die Play-offs. Dort scheiterten sie in der ersten Runde, dem Viertelfinale, mit einem 6:47 an den New Yorker Lions Braunschweig. 2018 schloss die Mannschaft auf Platz 6 ab und im Jahr darauf auf Platz 5. Die Saison 2020 musste aufgrund der COVID-19-Pandemie entfallen.
Für 2021 wurde schließlich kein erneuter Lizenzantrag für die höchste deutsche Spielklasse gestellt, da unter dem Namen Ingolstadt Praetorians ein Franchise der neugegründeten und sehr umstrittenen European League of Football in Ingolstadt aufgebaut werden sollte, zu dem die erste Mannschaft abwanderte. Dieses Franchise-Projekt scheiterte jedoch. Die Dukes wiederum meldeten eine Mannschaft für die Regionalliga Süd und wurden auf Anhieb mit einer Perfect Season Meister. In der Saison 2022 trat die Mannschaft aus Ingolstadt dann in der GFL2 an. Hier spielten sie erneut eine Perfect Season mit einer Saisonbilanz von zehn Siegen und keiner Niederlage und feierten so den Wiederaufstieg in die GFL.
In der Saison 2023 sorgten die Dukes für eine Besonderheit, da sie als einziges Südteam ihre beiden Interconference-Spiele gewinnen konnten. Am Ende der Runde stand ein vierter Platz und die damit verbundene Qualifikation für die Play-offs. Das Viertelfinalspiel gegen Nordmeister Potsdam Royals endete mit 0:54 dann jedoch deutlich. Im Februar 2024 gaben die Ingolstadt Dukes im Zuge einer „zukunftsorientierte[n] Neuausrichtung“ den Rückzug aus der GFL bekannt. Sie spielen 2024 in der Landesliga Bayern.

## Statistiken
| Jahr – Liga         | Gesamt           | Gesamt           | Gesamt           | Heim             | Heim             | Heim             | Auswärts         | Auswärts         | Auswärts         | Punkte- Verhältnis | Tabellen- platz |
| Jahr – Liga         | S                | N                | U                | S                | N                | U                | S                | N                | U                | Punkte- Verhältnis | Tabellen- platz |
| ------------------- | ---------------- | ---------------- | ---------------- | ---------------- | ---------------- | ---------------- | ---------------- | ---------------- | ---------------- | ------------------ | --------------- |
| 2011 – Bayernliga   | 9                | 1                | 0                | 5                | 0                | 0                | 4                | 1                | 0                | 345 : 97           | 1               |
| 2012 – Regionalliga | 5                | 5                | 0                | 3                | 2                | 0                | 3                | 2                | 0                | 307 : 176          | 3               |
| 2013 – Regionalliga | 8                | 3                | 1                | 4                | 1                | 1                | 4                | 2                | 0                | 395 : 144          | 2               |
| 2014 – Regionalliga | 14               | 0                | 0                | 7                | 0                | 0                | 7                | 0                | 0                | 616 : 227          | 1               |
| 2015 – GFL2         | 11               | 3                | 0                | 6                | 1                | 0                | 5                | 2                | 0                | 476 : 182          | 2               |
| 2016 – GFL2         | 15               | 0                | 0                | 7                | 0                | 0                | 8                | 0                | 0                | 606 : 175          | 1               |
| 2017 – GFL          | 7                | 8                | 0                | 4                | 3                | 0                | 3                | 5                | 0                | 404 : 453          | 4               |
| 2018 – GFL          | 4                | 9                | 1                | 3                | 4                | 0                | 1                | 5                | 1                | 350 : 401          | 6               |
| 2019 – GFL          | 5                | 9                | 0                | 4                | 3                | 0                | 1                | 6                | 0                | 298 : 433          | 5               |
| 2020                | Kein Ligabetrieb | Kein Ligabetrieb | Kein Ligabetrieb | Kein Ligabetrieb | Kein Ligabetrieb | Kein Ligabetrieb | Kein Ligabetrieb | Kein Ligabetrieb | Kein Ligabetrieb | Kein Ligabetrieb   |                 |
| 2021 – Regionalliga | 8                | 0                | 0                | 4                | 0                | 0                | 4                | 0                | 0                | 365 : 141          | 1               |
| 2022 – GFL2         | 10               | 0                | 0                | 5                | 0                | 0                | 5                | 0                | 0                | 445 : 147          | 1               |
| 2023 – GFL          | 6                | 7                | 0                | 3                | 3                | 0                | 3                | 4                | 0                | 387 : 394          | 4               |
| 2024 – Landesliga   | 3                | 5                | 0                | 1                | 3                | 0                | 2                | 2                | 0                | 125 : 120          | 3               |

## Erfolge
| Landesliga Bayern            | Meister: 2009                        |
| Verbandsliga Bayern-Süd      | Meister: 2010                        |
| Bayernliga                   | Meister: 2011                        |
| Regionalliga Süd             | Meister: 2014, 2021 (Perfect Season) |
| German Football League 2 Süd | Meister: 2016, 2022 (Perfect Season) |
| German Football League Süd   | Play-off-Viertelfinale: 2017, 2023   |

## Maskottchen

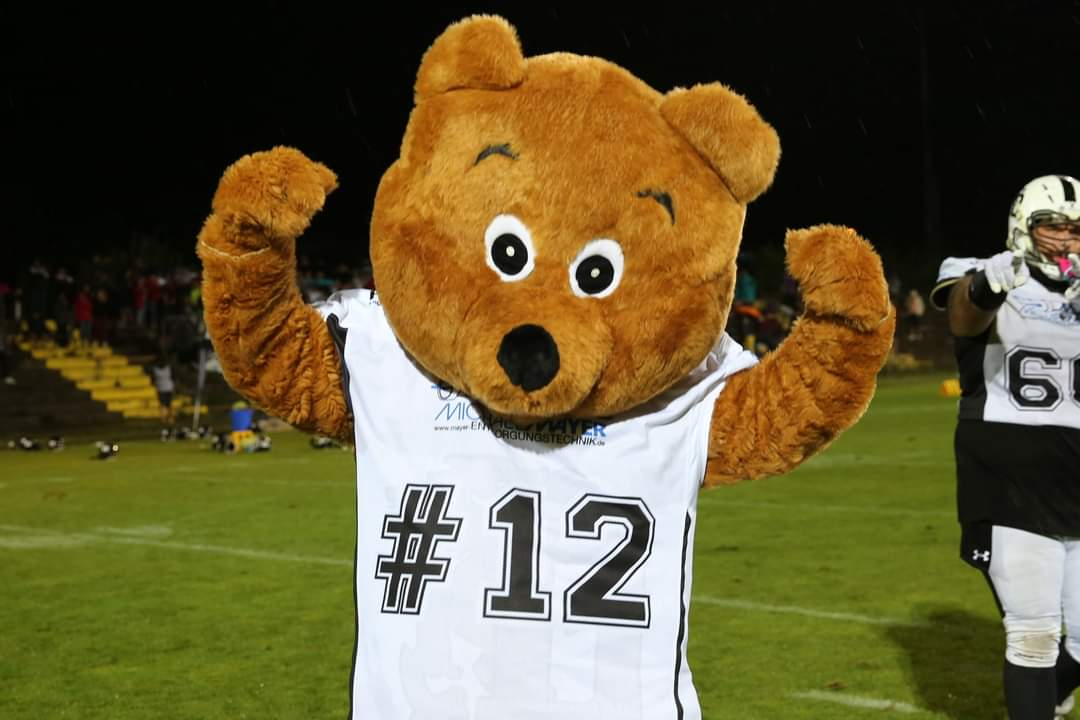
Happy Bear – Maskottchen der Ingolstadt Dukes

Seit 2013 besitzt der Verein ein eigenes Maskottchen namens Happy. Hierbei handelt es sich um einen Bär. Die Entstehung geht auf eine Kooperation mit dem gemeinnützigen Verein Happy Bears e. V. zurück. Dieser Ingolstädter Verein hat seit seiner Gründung 2012 den Happy Bear als Maskottchen. Seit der Zusammenarbeit beider Vereine ist der Happy Bear auch Maskottchen der Dukes. Im Rahmen des German Bowl XXXVIII am 8. Oktober 2016 war er neben anderen Maskottchen der GFL im Friedrich-Ludwig-Jahn-Sportpark in Berlin zu sehen.